# Racibor
Racibor je potok na horní Oravě, na území okresu Dolný Kubín. Je to pravostranný přítok Oravy, měří 4,3 km a je tokem IV. řádu.

## Pramen
Pramení v Oravské Maguře, v podcelku  Kubínska hoľa, přímo pod hlavním hřebenem pohoří, východně od Dvou pňů (1 204,2 m n. m.) v nadmořské výšce přibližně 1 140 m n. m..

## Popis toku
Od pramene teče zprvu na jihovýchod, pak se přechodně stáčí na jih, z pravé strany přibírá přítok (1,7 km) zpod Dvou pňů (1 204,2 m n. m.) a společně vytvářejí vějířovitou strukturu toku s četnými přítoky v pramenné oblasti. Následně se potok stáčí na jihovýchod a pokračuje v Oravské vrchovině. U hájovny Zadný Racibor přibírá pravostranný přítok ze severního svahu Sopúšků (769,9 m n. m.). Vzápětí se mezi Širokou a Oravským Podzámkem vlévá v nadmořské výšce cca 497 m n. m. do Oravy.

## Jiné názvy
- Raciborský potok
- Vyšná Kňažia